# 7924 Simbirsk
7924 Simbirsk è un asteroide della fascia principale. Scoperto nel 1986, presenta un'orbita caratterizzata da un semiasse maggiore pari a 3,0994889 UA e da un'eccentricità di 0,1678885, inclinata di 1,15812° rispetto all'eclittica.
Il nome dell'asteroide ricorda la città di Simbirsk, dal 1924 Ul'janovsk, in onore di Vladimir Ul'janov, meglio conosciuto come Lenin.